# شهرستان فایت (ویرجینیای غربی)
شهرستان فایت، ویرجینیای غربی (به انگلیسی: Fayette County, West Virginia) یک سکونتگاه مسکونی در ایالات متحده آمریکا است که در ویرجینیای غربی واقع شده‌است.

## خصوصیات
شهرستان فایت ۱٬۷۳۰٫۱۲ کیلومترمربع مساحت دارد.